# L'Occidentisme - Essai sur le triomphe d'une idéologie
L'Occidentisme - Essai sur le triomphe d'une idéologie, (Zapadnism) est un essai d'Alexandre Zinoviev sur l'anatomie du monde occidental. Il opère une modélisation de l'organisme social qu'est la société occidentale en général comme il l'a fait avec l'URSS dans ses œuvres sur la société communiste.

## A ne pas conforme avec
- Slavophilisme
- Occidentalisme

## Sources
1. ↑  cf. Bibliographie
2. ↑  Les penseurs de l'occidentisme